# Mrkonjić Grad-i incidens

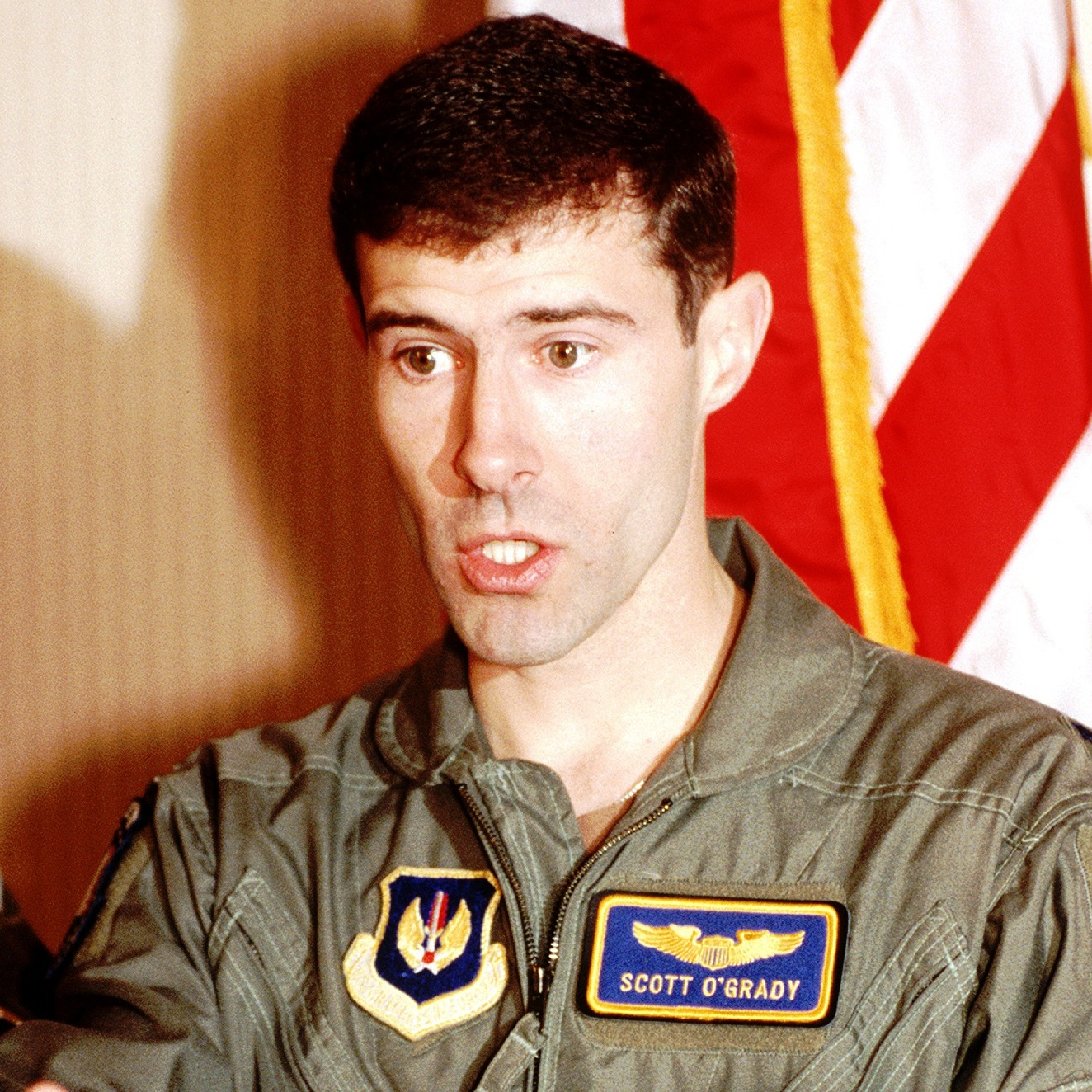
Scott Francis O'Grady 1995-ben

A Mrkonjić Grad-i incidens 1995. június 2-án történt, amikor Scott Francis O'Gradyt, az Amerikai Egyesült Államok Légierejének pilótáját Bosznia-Hercegovina felett egy 2K12 Kub közepes hatótávolságú légvédelmi rakétával lelőtték, és arra kényszerítették, hogy F–16-os gépéből ellenséges területre katapultáljon. O'Gradyt, miután csaknem egy hétig bujkált a rá vadászó boszniai szerbek elől, az amerikai HMH-464 nehézhelikopter-század és a 24. tengerészgyalogos expedíciós egység katonái végül kimentették.

## Előzmények
A boszniai háború egy nemzetközi fegyveres konfliktus volt, amely 1992 áprilisa és 1995 decembere között zajlott Bosznia-Hercegovinában. 1992 októberében, a boszniai háború kezdetén az Egyesült Nemzetek Szervezete Biztonsági Tanácsa elfogadta a 781. számú határozatot. Ez a határozat megtiltotta a jogosulatlan katonai repüléseket a boszniai légtérben. A határozatot követően a NATO megkezdte a Sky Monitor hadműveletet, amelynek során a NATO-erők figyelték a repülési tilalmi zóna megsértését anélkül, hogy bármilyen katonai lépést tettek volna a megsértőkkel szemben. 1993 áprilisáig a NATO-erők a repüléstilalmi zóna több mint 500 megsértését dokumentálták. Válaszul a boszniai légteret érintő „kirívó” megsértésekre az ENSZ Biztonsági Tanácsa meghozta a 816. számú határozatot. Míg a 781-es határozat csak a katonai repülést tiltotta, a 816-os határozat tiltott minden repülést a boszniai légtérben, kivéve azokat, amelyeket az ENSZ zágrábi Repülési Koordinációs Központja kifejezetten engedélyez. A határozat arra is felhatalmazta az ENSZ tagállamait, hogy „tegyenek meg minden szükséges intézkedést... a repüléstilalmi övezetre vonatkozó korlátozások betartásának biztosítására”. Erre az állásfoglalásra válaszul a NATO 1993. április 12-én megkezdte a Deny Flight hadműveletet.

## Az incidens

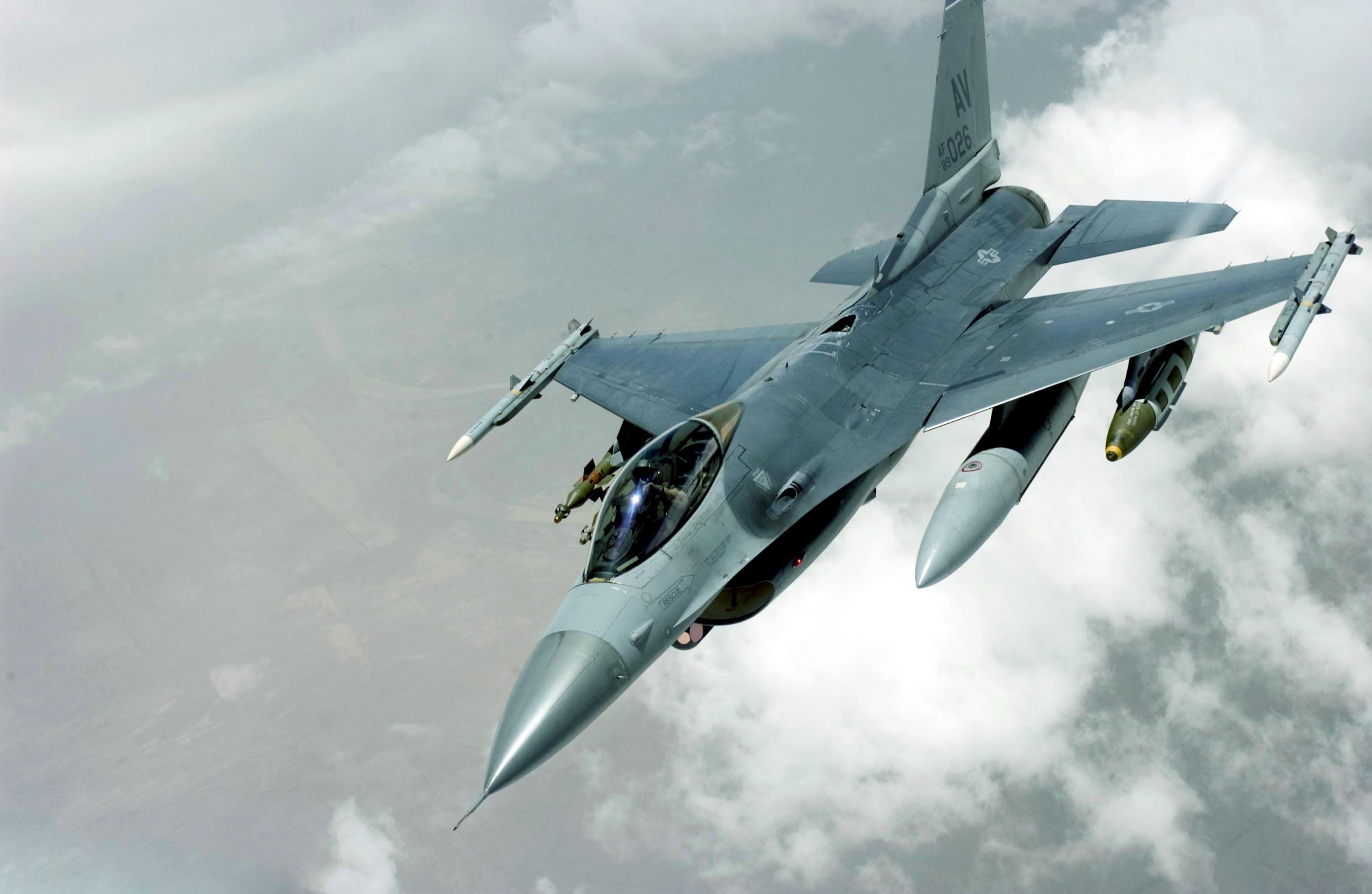
A USAF 555. vadászrepülőszázadának F–16-os vadászgépe az olaszországi Aviano felett

Ennek a műveletnek a részeként az olaszországi Aviano légibázison állomásozó 555. vadászrepülőszázad két F–16-osa járőrözött Bosznia felett 1995. június 2-án. A földön a boszniai szerb hadsereg 2K12 Kub föld-levegő rakétaütege Mrkonjić Grad közelében készült, hogy kilője rakétáit a NATO-repülőgépekre. A szerbek a mozgatható lánctalpas rakétaüteget elmozdították, és csapdát állítottak. Figyelmeztetést adva az F–16-os vadászgépeknek időnként kis időre bekapcsolták rakétaradaraikat, majd megvárva, amíg egy gép közvetlenül a fejük fölött lesz, ahol a repülőgép figyelmeztetése és ellenintézkedései a leggyengébbek lesznek, két rakétát lőttek ki. A pilótafülkében O'Grady műszerei figyelmeztették, hogy rakéta közeleg, de mivel borult égbolton repült, nem látta. Az első rakéta a két repülőgép között robbant fel, de a második eltalálta az O'Grady által irányított F-16-ost. A másik gép pilótája, Robert Gordon "Wilbur" Wright százados látta, hogy O'Grady gépe lángra lobbant és kettétört. Wright nem látott ejtőernyőt, de O'Grady mégis túlélte a katapultálást a repülőgépből.
O'Grady egy boszniai szerb lakosság által lakott területre került, amelyről úgy tájékoztatták, hogy lakói barátságtalanok. Gyorsan felkapott egy 13 kg-os túlélőtáskát, elfutott és elrejtőzött. Koszt dörzsölve az arcába, arccal lefelé fekve elrejtőzött. Amikor a boszniai szerb erők rábukkantak az ejtőernyőjére, rejtekhelyének közelében vagy fél tucatszor sütötték el puskájukat, hogy megsebesítsék, vagy megöljék. A következő hat nap során O'Grady kamatoztatta a 17 napos „Túlélés, kijátszás, ellenállás és menekülés” (Survival, Evasion, Resistance and Escape, SERE) tréningjén tanultakat, amelyen szülővárosa, a Washington állambeli Spokane közelében vett részt. Leveleket, füvet és bogarakat evett, a szivaccsal összegyűjthető kevés esővizet pedig műanyag zacskókban tárolta.
Azonnal kért rádión segítséget, de amikor félkatonai csapatok közeledtek felé csendben kellett maradnia; a rádiót a szokásos működési eljárásokat követve használta, ahogy az amerikai légierő tanította neki, nehogy feltárja helyzetét a barátságtalan erőknek. A földön töltött 6. éjszakáján végre sikerült rádiókapcsolatot létesítenie, és rádiója korlátozott akkumulátortöltöttsége ellenére sikerült jeleznie tartózkodási helyét. A Balkánon bevetéseket végrehajtó NATO-repülőgépek vettek olyan hangjelzéseket, amelyekről azt gondolták, hogy O'Gradyból származhatnak. Ezt a rendkívül érzékeny információt akaratlanul is Ronald Fogleman tábornok, a légierő vezérkari főnöke árulta el, amikor az előléptetési ünnepségén részt vevő újságíróknak azt mondta, hogy a gépek monitorai „szakaszos” adásokat észleltek.

## A kimentés

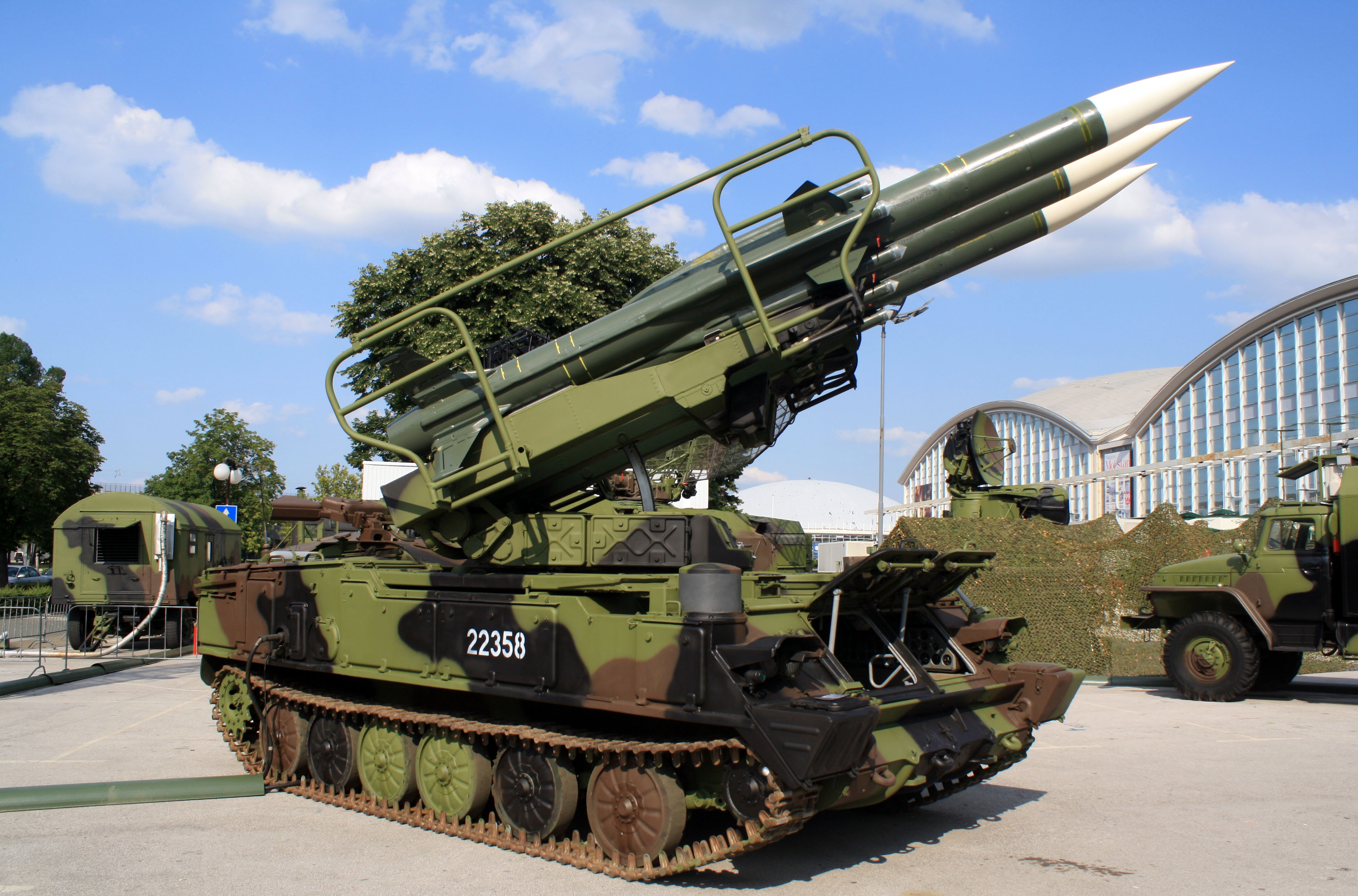
A szerb fegyveres erők 250. légvédelmi dandárának 2K12 Kub légvédelmi rakétavetője

Június 8-án éjfél után O'Grady beszólt a rádióba. Miután megerősítette személyazonosságát, egy F-16-os pilótája, Thomas "T.O." Hanford százados válaszolt neki, és megkezdték a mentést. Helyi idő szerint 4:40-kor Michael Ryan USAF altábornagy és Leighton Smith haditengerészeti admirális, a NATO Déli Erőinek parancsnoka, „végrehajtási” utasítással felhívta az amerikai tengerészgyalogság USS Kearsarge fedélzetén tartózkodó ezredesét, Martin Berndt. A Kersage rohamhajóról kisvártatva két Sikorsky CH-53-as helikopter emelkedett fel fedélzetén a 24. tengerészgyalogos expedíciós egység 51 tengerészgyalogosával a pilóta megmentésére. A két helikoptert a tengerészgyalogság két AH-1W Supercobra helikoptere és egy pár AV-8B Harrier vadászgép kísérte, melyekből az egyiket Ronald C. Walkerwicz százados vezette. Ezt a hat repülőgépet azonos sorozatú tartalék helikopterek és vadászgépek, valamint a haditengerészet két EA–6B Prowler, a légierő két EF–111A Raven rádióelektronikai harcra kiképzett repülőgépe, két haditengerészeti F/A–18D Hornet, a légierő egy pár páncéltörő rakétákkal felszerelt A-10 Thunderbolt gépe, valamint a USS Ticonderoga rakétavető cirkálóról felszálló egy SH-60B, és a RAF AWACS E-3D légtérellenőrző repülőgépe kísérte.
6:35-kor a helikopterek megközelítették azt a területet, ahol O'Grady jeladóját észlelték. A pilóták egy sziklás legelő közelében felszálló világossárga füstöt láttak, melyet O'Grady jelzőfáklyája bocsátott ki. Az elöl haladó helikopter, melynek William Tarbutton őrnagy volt a parancsnoka leszállt, és 20 tengerészgyalogos ugrott le a róla, felállítva a védőzónát. Amikor a második, Paul Fortunato és James Wright századosok parancsnoksága alatt levő helikopter leszállt, megjelent egy pisztolyos alak, akiről kiderült, hogy az eltűnt pilóta, azonnal a tengerészgyalogság felé futott, és a helikopterhez ment. Ahogy az oldalsó ajtó kinyílt, behúzták, még mielőtt a másik 20 tengerészgyalogos, akik a hátsó rámpán éppen indulni készültek, megmozdulhatott volna. Őket visszarendelték a helyükre, és azok, akik a védőzónát biztosították, visszaszálltak a másik helikopterbe. Gyors létszámellenőrzés után a gépek felszálltak. A katonák legfeljebb hét percet voltak a földön.

## A visszatérés

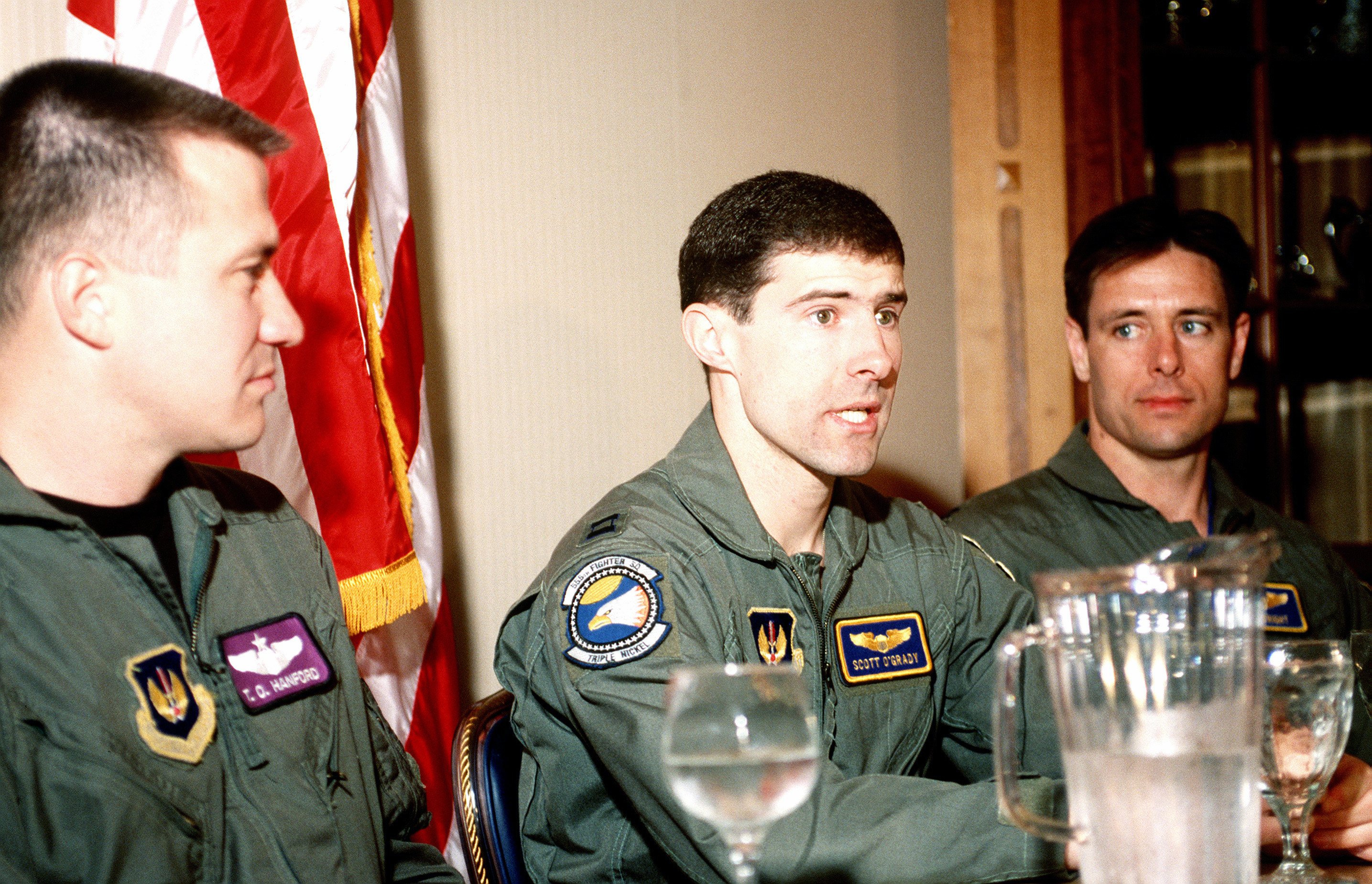
T. O. Hanford (balra), Scott F. O`Grady (középen) és Bob Wright (jobbra), a USAF századosai, az incidens résztvevői egy sajtótájékoztatón.

A szerbek által uralt Bosznia felett a tengerészgyalogosok gépei O'Gradyvel a fedélzetükön alacsonyan repültek. Az amerikai repülőgépek azonban észleltek egy szerb légelhárító rakétaradart a horvát tengerpart mentén, célpontokat keresve. Egy amerikai repülőgép a „Zsiráf” fedőnevű szerb radar megsemmisítését javasolta. A kérést elutasították, részben azért, mert a légicsapás szélesebb körű konfliktust válthatott volna ki.
Percekkel később a tengerészgyalogosok jelentették, hogy tűz alatt állnak. Három vállról indítható föld-levegő rakétát lőttek ki rájuk, de nem sikerült eltalálni őket, mert a helikopterek pilótái – a felszín felett 46 méterre, 282 km/órás sebességgel repülve – folyamatosan irányt változtatva repültek, hogy elkerüljék őket. A szerb kézifegyverek mindkét helikoptert eltalálták; a fedélzeten tartózkodó tengerészgyalogosok a törzs belsejében hallották a golyók becsapódását. Az egyik fedélzeti géppuskás viszonozta a tüzet. Az egyik lövés eltalált egy kommunikációs felszerelést a helikopterben, és a golyó az Angel Castro Jr. őrmester melletti páncélzatban kötött ki anélkül, hogy bárki megsérült volna. Helyi idő szerint 7:15-kor, 30 perccel azután, hogy felvették O'Gradyt, a mentők „vizes lábat” jelentettek, ami azt jelenti, hogy a víz felett vannak. O'Grady 7:30-kor visszatért a Kearsarge fedélzetére. Az összes helikopter további incidens nélkül leszállt.

## Következmények
1995. augusztus 11-én a szerb erők ugyanezen a területen lelőttek egy USAF RQ-1 Predator drónt. A szerbek megszerezték a roncsot és műszaki átvizsgálásra átadták Oroszországnak. Augusztus 30-án a NATO elindította a „Deliberate Force” (Megfontolt Erő) hadműveletet, egy hatalmas légicsapás-hadjáratot, amely végül megtörte Szarajevó ostromát, és a boszniai háború végéhez vezetett.
O′Grady Bronzcsillagot és Bíbor Szív kitüntetést kapott ezért a küldetésért.

## Kulturális hatások
Az incidens első dokumentumfilmes feldolgozása a „Situation Critical” („Kritikus helyzet”) című televíziós dokumentumfilm sorozat 5. „Down Pilot” című epizódjában történt. Ezt a National Geographic Channel mutatta be. A History Channel „Escape! – Escape From Bosnia: The Scott O'Grady Story” („Menekülés! – Menekülés Boszniából: Scott O'Grady története") című dokumentumfilmjében foglalkozott vele. A BBC is készített dokumentumfilmet róla „Missing in Action” („Bevetésben eltűnt”) címmel, amelyet később a 20th Century Fox és a Discovery Communications is megvásárolt.
Lényegében erre az eseményre épül a 2001-es „Behind Enemy Lines” („Az ellenséges vonalak mögött”, magyar címe: „Ellenséges terület”) című film, Gene Hackman és Owen Wilson főszereplésével. Bár O'Grady a „Hot Or Not” című filmismertető televíziós műsorban pozitív értékelést adott a filmnek, mégis megsértődött, amikor a filmben „karakterét olyan pilótaként ábrázolták, aki nem engedelmeskedik a parancsoknak és esküjének”. O'Grady 2002-ben beperelte a 20th Century Foxot, amiért félrevezette a közvéleményt azzal kapcsolatban, hogy a film valósághű volt, és az engedélye nélkül jogosulatlanul használta fel ezt a film reklámozására. Intézkedett a „Behind Enemy Lines: The Scott O'Grady Story” című dokumentumfilm kapcsán is, amely egy BBC dokumentumfilm újraszerkesztett változata volt, és amelyet a Discovery Communications, a Discovery Channel anyavállalata vásárolt meg és szerkesztett. A dokumentumfilmet többször sugározta a Discovery Channel, de O'Grady megvádolta Foxot, hogy őt a film reklámozására használja fel. Mindkét pert 2004-ben rendezték. A Fox végül peren kívül megegyezett O'Gradyvel míg a texasi bíróság O'Grady ellen foglalt állást, és a Discovery Communications javára döntött. A bíró ítélete gyakorlatilag kimondta, hogy egy személy életében zajló események nem azonosak az adott személy hasonlatosságával vagy képmásával.
O'Grady két könynek is társszerzője volt: 
- Az egyikben Michael Frenchcsel együttműködve, amelyben részletesen bemutatják a Bosznia feletti lelövés és a megmentésekor szerzett élményeit, ennek a címe: „Basher Five-Two: The True Story of F-16 Fighter Pilot Captain Scott O'Grady” (Basher öt-kettő: Scott O'Grady százados F-16-os vadászpilóta igaz története).[5]
- Másik könyvét, amely a New York Times bestsellerje volt Jeff Coplonnal írta „Return with Honor” (Visszatérés becsülettel) címmel a szerzett tapasztalatairól.[18]

A témában egy másik könyv is született; ezt Mary Pat Kelly írta a „Good To Go: The Rescue of Capt. Scott O'Grady, USAF, from Bosnia” (Scott O'Grady százados megmentése Boszniából) címmel.

## Fordítás
- Ez a szócikk részben vagy egészben  a    Scott O'Grady című angol Wikipédia-szócikk ezen változatának fordításán alapul.  Az eredeti cikk szerkesztőit annak laptörténete sorolja fel. Ez a jelzés csupán a megfogalmazás eredetét és a szerzői jogokat jelzi, nem szolgál a cikkben szereplő információk forrásmegjelöléseként.